# Туђе дете
„Туђе дете” је југословенски ТВ филм из 1959. године. Режирала га је Мирјана Самарџић а сценарио су написали Мирјана Самарџић и Всеволод Шваркин.

## Улоге
| Глумац                 | Улога                                  |
| ---------------------- | -------------------------------------- |
| Даница Аћимац          | Агрипина Семјоновна                    |
| Душан Крцун Ђорђевић   | Фјодор Фјодорович Прибилев             |
| Каја Игњатовић         | Олга Павловна (као Катарина Игњатовић) |
| Вера Ђукић             | Раја                                   |
| Бранка Митић           | Мања                                   |
| Миодраг Петровић Чкаља | Сенечка Перчеткин                      |
| Милутин Мића Татић     | Јаков                                  |